# 江腾一
江腾一，1985年在上海出生。一位有着丰富经验和出色车技的职业赛车手，曾参加美国大西洋冠军方程式系列赛，并在亚洲雷诺方程式锦标赛获得年度亚军，2009年加入长安福特车队（2号车手）。第一次参加全国房车锦标赛时，没有发挥到最佳状态。然而从2010年开始，他进步飞猛，现居车手积分榜前3甲。

## 比赛经验和成绩

### 2013
- 中国房车锦标赛 CTCC 超级量产车组别 第三站 亚军
- 中国房车锦标赛 CTCC 超级量产车组别 第四站 亚军

### 2012
- 中国房车锦标赛 CTCC 超级量产车组别 第一站 亚军
- 中国房车锦标赛 CTCC 超级量产车组别 第二站 季军
- 中国房车锦标赛 CTCC 超级量产车组别 第三站 冠军
- 中国房车锦标赛 CTCC 超级量产车组别 第四站 亚军
- 中国房车锦标赛 CTCC 超级量产车总车手排名第四名

### 2011
- 中国房车锦标赛 CTCC 超级量产车自然吸气组 第一站 第五名
- 中国房车锦标赛 CTCC 超级量产车自然吸气组 第二站 第四名
- 中国房车锦标赛 CTCC 超级量产车自然吸气组 第四站 冠军
- 中国房车锦标赛 CTCC 超级量产车自然吸气组 第五站 第六名
- 中国房车锦标赛 CTCC 超级量产车自然吸气组 第六站 季军
- 中国房车锦标赛 CTCC 超级量产车自然吸气组 第七站 季军
- 中国房车锦标赛 CTCC 超级量产车自然吸气组 第八站 第四名
- 中国房车锦标赛 CTCC 超级量产车总车手排名第三名

### 2010
- 中国房车锦标赛（ CTCC ） 2000CC 组第一站冠军
- 中国房车锦标赛（ CTCC ） 2000CC 组第四站第三名
- 中国房车锦标赛（ CTCC ） 2000CC 组第五站冠军
- 中国房车锦标赛（ CTCC ） 2000CC 组第七站冠军

### 2009
- 中国房车锦标赛（ CTCC ） 2000CC 组第二站第五名
- 中国房车锦标赛（ CTCC ） 2000CC 组第三站第四名
- 中国房车锦标赛（ CTCC ） 2000CC 组第六站第七名
- 亚洲雷诺方程式锦标赛亚洲组年度季军（缺席两回合比赛）

### 2007
- 美国大西洋冠军方程式系列赛

### 2005-2006
- A1GP汽车大奖赛

### 2004
- 意大利雷诺方程式，其表现被工程人员视为有潜力进军F1